# قصر الرعب (مسرحية)
قصر الرعب
مسرحية كوميديا ورعب ألفها وأخرجها الفنان عبد العزيز المسلم تصميم الاستعراض: سلوى الخلفان ومثلت في عام 1999 بالكويت وهي من إنتاج مسرح السلام

## البطولة
وقام بدور البطولة الفنان عبد العزيز المسلم إلى جانب جمال الردهان وأحمد السلمان، وغانم الصالح، مع طيف وهيا الشعيبي بالإضافة إلى عبد الرزاق خلف وعلي الفرحان، جمال الشطي، عبد الله عادل المسلم، عبد الله عبد العزيز المسلّم هيا الشعيبي.

## ملخص الأحداث
يموت الأب الراحل(غانم الصالح) ويترك الورث لأبنيه الأثنين وأختهما وهو ذلك القصر الكبير الذي به أشباح والذي تدور أحداث المسرحية فيه، يتنافس الإخوان الثلاثة حول الورث وحول صندوق الأموال الموجود بالسرداب، ويتنافسون على الحصول عليه، إلى أن يخرج لهم الأب ويقوم بمطاردتهم حفاظا على ذلك القصر الكبير، ماهي حقيقة ظهور الأب ولماذا يتنافس الأخوه على الحصول على ذلك القصر؟؟

## حقائق
رابع مسرحية رعب ولاقت المسرحية نجاح جماهيري كبير وكان فيها خدع جميلة وديكور ضخم ومؤثرات صوتية مميزه واستعراضات رائعة
جسد عبد العزيز المسلّم في هذه المسرحية دور إبراهيم الذي يأتي من أمريكا بحثا عن ورث أبيه
| سبقه حكم الحاس | أعمال مسرح السلام 1999 و2000 | تبعه سوق شرق |